# Myślenie postformalne
Myślenie postformalne – pojęcie charakterystyczne dla neo- i postpiagetowskich koncepcji rozwoju poznawczego, powstałych w nurcie life-span psychology.
Zostało ono wprowadzone w wyniku krytyki wobec poglądów Jeana Piageta (zob. koncepcja rozwoju intelektualnego) – przede wszystkim tych, które dotyczyły adaptacyjnego charakteru operacji formalnych (zob. stadium operacji formalnych) oraz rozwoju moralnego obejmującego przedział czasowy od narodzin do okresu dorastania włącznie. Później zmiany miały mieć już charakter tylko ilościowy. Z jednej strony, wyniki badań wskazywały bowiem, że ludzie dorośli (a więc ta grupa wiekowa, która w koncepcji cf miała już osiągnąć formalne stadium rozwoju poznawczego) od pewnego wieku osiągają coraz gorsze wyniki w testach myślenia formalnego; ich sądy logiczne wydawały się być uzależnione od treści argumentów. Z drugiej, dokonano teoretycznej krytyki stanowiska Piageta, mówiącego o tym, że myślenie formalne jest najbardziej przystosowawcze, czyli najlepiej spośród wszystkich służy adaptacji do świata.
Istnienie myślenia postformalnego miało być hipotezą zarówno wyjaśniającą niezgodne z koncepcją Piageta wyniki badań, jak i uzupełniającą teoretyczne rozważania o tym, jak człowiek dorosły postrzega swoją rzeczywistość i w jaki sposób w niej funkcjonuje. Ten rodzaj myślenia miałby bowiem ułatwiać poruszanie się w świecie relacji społecznych dzięki relatywizacji logiki, dokonującej się przez uwzględnianie kontekstu występowania danych treści. Ludzie dorośli mieliby więc posiadać zdolność myślenia abstrakcyjnego, ale nie w pełni stosować ją na co dzień ze względu na jej nieadekwatność do rzeczywistości społecznej. Twórcy teorii neo- i postpiagetowskich podkreślali, że świat człowieka dorosłego składa się w dużej mierze z relacji interpersonalnych. Sprawia to, że występują w nim przede wszystkim problemy otwarte, czyli takie, do których zdefiniowania potrzeba nieskończonej liczby zmiennych i jednocześnie trudno jest oddzielić dane niezbędne do rozwiązania danego problemu od danych mniej istotnych. Co więcej, rzeczywistość ma charakter kontekstualno-dialektyczny, tzn. podlega nieustannym zmianom, można ją poznać tylko z pewnego punktu widzenia (tzn. nigdy obiektywnie), wiedza na jej temat jest ze swej natury wewnętrznie sprzeczna.
Badacze należący do nurtów neo- i postpiagetowskich to: G. Labouvie-Vief, M.L. Commons, F.A. Richards, J.D. Sinnott, M. Basseches, Pascual-Leone i wielu innych, a na gruncie polskim m.in.: E. Gurba, M. Olejnik, A. Niemczyński. 
Spośród koncepcji spoza tradycji Piagetowskiej bywa odnotowana ta stworzona przez J.L. Kincheloe. Jest ona oparta przede wszystkim na teoretycznych rozstrzygnięciach Deweya i Gadamera. Myślenie postformalne nazywa Kincheloe hermeneutyką krytyczną i wskazuje na cztery grupy jego cech: etymologię (etymology), wzór (pattern), proces (process), kontekstualizacja (contextualization).